# Havana Moon (Carlos Santana)
Havana Moon è il terzo album solista del chitarrista Carlos Santana del 1983 che arriva in sesta posizione in Svezia e Norvegia.
L'album è caratterizzato da alcune cover di Bo Diddley e Chuck Berry e da brani di Booker T. & the M.G.'s, Willie Nelson e The Fabulous Thunderbirds e dalla partecipazione del padre di Carlos, José, che è il cantante del brano "Vereda Tropical", che Carlos aveva sentito per la prima volta quando suo padre si esibì in una serenata per la madre dopo un litigio.
Il singolo They All Went to Mexico con Booker T. Jones e Willie Nelson arriva in quinta posizione nelle Fiandre in Belgio ed in sesta nei Paesi Bassi.

## Tracce
1. Watch Your Step (Phelps, Phelps) - 4:01
2. Lightnin' (Jones, Santana) – 3:51
3. Who Do You Love? (McDaniel) – 2:55
4. Mudbone (Santana) – 5:51
5. One with You (Jones) – 5:14
6. Ecuador (Santana) – 1:10
7. Tales of Kilimanjaro (Pasqua, Peraza, Rekow, Santana) – 4:50
8. Havana Moon (Berry) – 4:09
9. Daughter of the Night (Huss, Rickfors) – 4:18
10. They All Went to Mexico (Brown) – 4:47
11. Vereda Tropical (Curiel) – 4:57

## Formazione
- Carlos Santana - chitarra, percussioni

Altri musicisti
- José Santana - violino, voce
- Flaco Jimenez - fisarmonica
- Booker T. Jones - tastiera, cori
- Richard Baker - tastiera
- Barry Beckett - tastiera
- Alan Pasqua - tastiera, voce
- Jose Salcedo - trombone, tromba
- Chris Solberg - tastiera, chitarra, voce
- Lanette Stevens - corno
- Jimmie Vaughan - chitarra
- Orestes Vilató - flauto, percussioni, timbales
- Kim Wilson - armonica a bocca, voce
- Greg Adams - stringhe, voce
- Gabriel Arias - violino
- Oscar Chavez - trombone, tromba
- Mic Gillette - tromba, corno
- Emilio Castillo - corno, cori
- Marc Russo - corno
- Tramaine Hawkins - corno
- Stephen Kupka - corno
- Francisco Coronado - violino
- Raymundo Coronado - violino
- Keith Ferguson - basso
- Luis Gonsalez - basso
- David Hood - basso
- David Margen - basso, percussioni
- Fran Christina - batteria
- Armando Peraza - percussioni, bongos, voce
- Graham Lear - batteria, percussioni
- Raul Rekow - percussioni, congas, coro
- Alex Ligertwood - percussioni, voce
- Cherline Hall - coro
- Candelario Lopez - voce
- Roberto Moreno - voce
- Willie Nelson - voce
- Greg Walker - voce